# Bahnhof Chiasso
Der Bahnhof Chiasso liegt in der Gemeinde Chiasso im Schweizer Kanton Tessin und ist Grenzbahnhof zwischen der Schweiz und Italien. Sein italienisches Pendant ist der Bahnhof Como San Giovanni. Er ist in Besitz der Schweizerischen Bundesbahnen und der Ferrovie dello Stato Italiane und wird von Zügen der SBB, der TILO und der Trenord bedient. Der südlichste Bahnhof der Schweiz befindet sich nur wenige Meter von der Landesgrenze entfernt.

## Geschichte

Bahnhof Chiasso (1980)

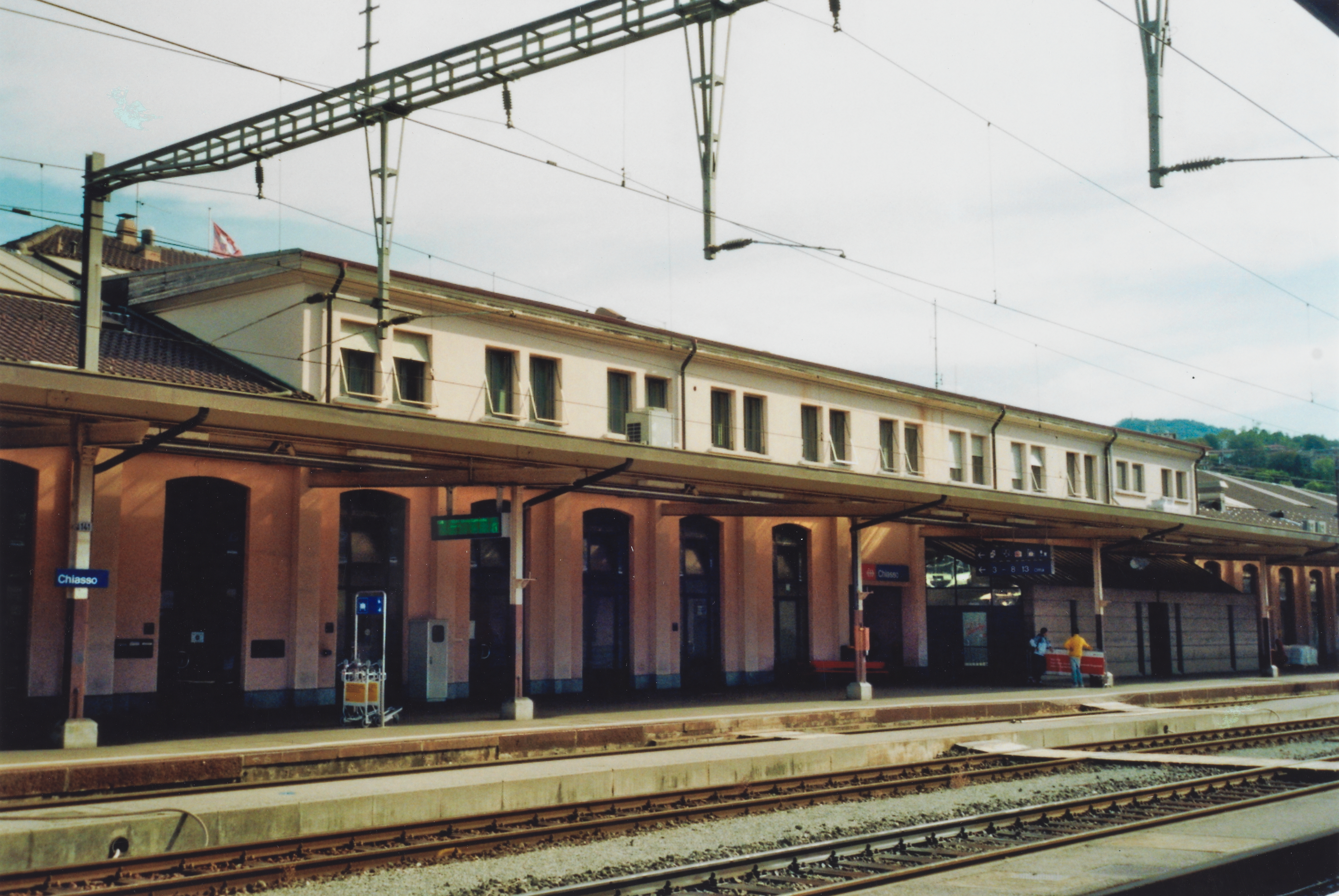
Bahnseite (2014)

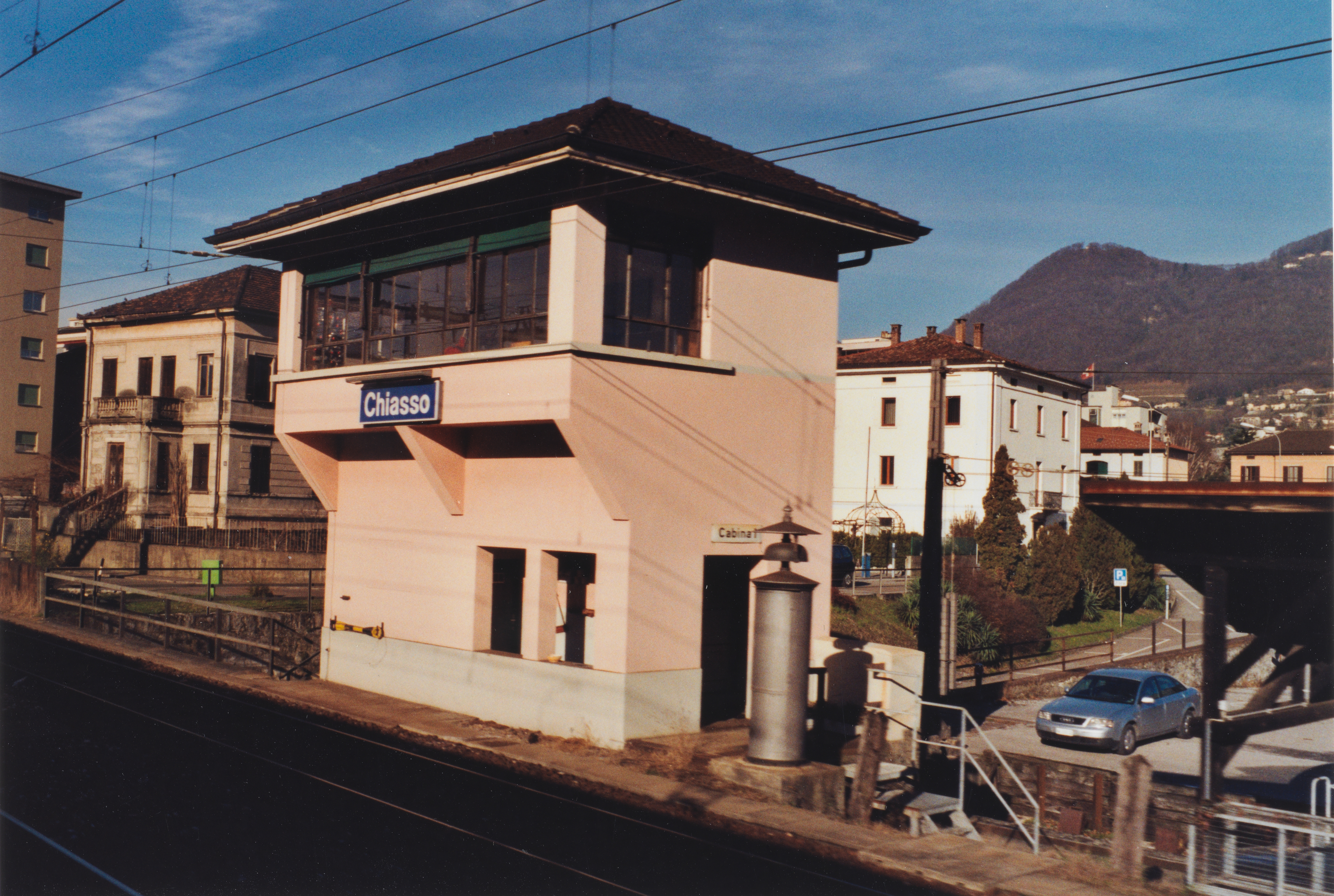
Stellwerkgebäude (2003)

Der Bahnhof wurde 1874 eröffnet, als die Tessiner Talbahnen zwischen Biasca und Chiasso bzw. Locarno in Betrieb gingen. Im September 1876 erhielt der Bahnhof grenzüberschreitenden Verkehr, als mit dem Teilstück Chiasso–Como das letzte Teilstück der Bahnstrecke Chiasso–Mailand in Betrieb ging. Durch die Eröffnung des Gotthardtunnels und der Gotthardbahn 1882 wurde der Bahnhof Teil der durchgehenden Nord-Süd-Verbindung zwischen Deutschland, der Deutschschweiz, dem Tessin und Italien.
Ein Jahr nach der Einweihung des neuen Stationsgebäudes 1932 wurde die Schalterhalle mit zwei Kunstwerken ausgeschmückt: der Kunststeinplastik Italia e Svizzera von Margherita Osswald-Toppi und dem Fresko Der Emigrant von Pietro Chiesa.
Mit dem Wegfall des Lokomotivwechsels nach Einführung der Alstom ETR 470 hielten ab 1999 keine Züge der Cisalpino in Chiasso, wohl aber die mit konventionellem Zugsmaterial geführten Verbindungen. Nach der vollständigen Umstellung aller grenzüberschreitenden Züge auf Triebwagen sollte der Halt in Chiasso ursprünglich ganz wegfallen, wurde jedoch nach Protesten von Politikern beibehalten. Des Weiteren wurde auch ein Cisalpino durch Einwohner Chiassos im Bahnhof blockiert. Auch fielen damals 54 Arbeitsplätze am Bahnhof weg. Seither dient Chiasso als Zustieg für die Grenzkontrollen im Zug.
2004 verlor der Bahnhof einen Grossteil seiner Fernverkehrsverbindungen, als die Schnellzüge nach Basel/Zürich/Schaffhausen auf InterRegios umgestellt wurden und nach Locarno geführt wurden. Auf dem Abschnitt Bellinzona–Chiasso, wo sie zwischen Lamone-Cadempino und Chiasso an allen Stationen hielten, wurden sie durch die S10 der S-Bahn Tessin ersetzt. Heute verkehren noch drei dieser InterRegio-Zugspaare nach Chiasso.
Seit Dezember 2010 wird der Bahnhof mit den neuen Astoro und seit Dezember 2019 mit den neuen Giruno als EuroCity bedient.
Nach dem Beitritt der Schweiz zum Schengenraum 2008 wurde die offizielle Grenzkontrolle zwar aufgehoben, die italienische Guardia di Finanza und die Schweizer Grenzwacht behielten ihre Büros und Kontrollstellen am Bahnhof bei. Die Grenzkontrolle wird jetzt in den Zügen zwischen Como San Giovanni und Chiasso, wenn sie den Tunnel Monte Olimpino 1 queren, durchgeführt.
Der Umschlagterminal für den kombinierten Verkehr verfügt über 1 Gleis (300 m). Er wird durch Hupac betrieben.

## Verkehr

### Fernverkehr
- Zürich HB – Bellinzona – Milano Centrale (– Venezia S. L.)
- Zürich HB – Bellinzona – Milano Lambrate – Bologna Centrale/Genova P.P. (– Sestri Levante)   (je ein Zugpaar)
- Basel SBB – Luzern – Bellinzona – Milano Centrale   teilweise zusätzlich TT
- Frankfurt – Basel SBB – (→ Bellinzona / ← Brig) – Milano Centrale   TT (ein Zugpaar)

- 2 Zürich HB – Zug – Lugano  (– Chiasso)   FZ BZ FS RZ , im Sommer zusätzlich
- 21 Basel SBB – Luzern – Lugano  (– Chiasso)   FZ BZ FS RZ , im Sommer zusätzlich

### Regionalverkehr
RE 80 Locarno – Cadenazzo – (Ceneri-Basistunnel –) Lugano – Mendrisio – Chiasso – Como San Giovanni – Monza – Milano Centrale 
 S-Bahn
| Linie | Verlauf |
| ----- | --- |
| S 10  | (Airolo –) Biasca – Bellinzona – Giubiasco – (Ceneri-Basistunnel –) Lugano – Mendrisio – Chiasso – Como San Giovanni |
|       | Chiasso – Como San Giovanni – Como Camerlata – Cucciago – Cantù-Cermenate – Carimate – Camnago-Lentate – Seregno – Desio – Lissone-Muggiò – Monza – Sesto San Giovanni – Milano Greco Pirelli – Milano Porta Garibaldi – Milano Villapizzone – Milano Certosa – Rho Fiera – Rho |
| S 40  | Varese – Stabio – Mendrisio – Chiasso – Como San Giovanni |